# Arcozelo (Vila Verde)
Arcozelo  ist ein Ort und eine ehemalige Gemeinde (Freguesia) im Norden Portugals.
Arcozelo  gehört zum Kreis Vila Verde im Distrikt Braga. Die Gemeinde hatte eine Fläche von 3,3 km² und 405 Einwohner (Stand 30. Juni 2011).
Am 29. September 2013 wurden die Gemeinden Arcozelo und Marrancos zur neuen Gemeinde União das Freguesias de Marrancos e Arcozelo zusammengeschlossen.